# پیتر سندشاید
پیتر سندشاید (انگلیسی: Peter Sendscheid؛ زادهٔ ۲۸ سپتامبر ۱۹۶۵) بازیکن فوتبال اهل آلمان است.
از باشگاه‌هایی که در آن بازی کرده‌است می‌توان به باشگاه فوتبال شالکه ۰۴ اشاره کرد.